# Entodon concinnus

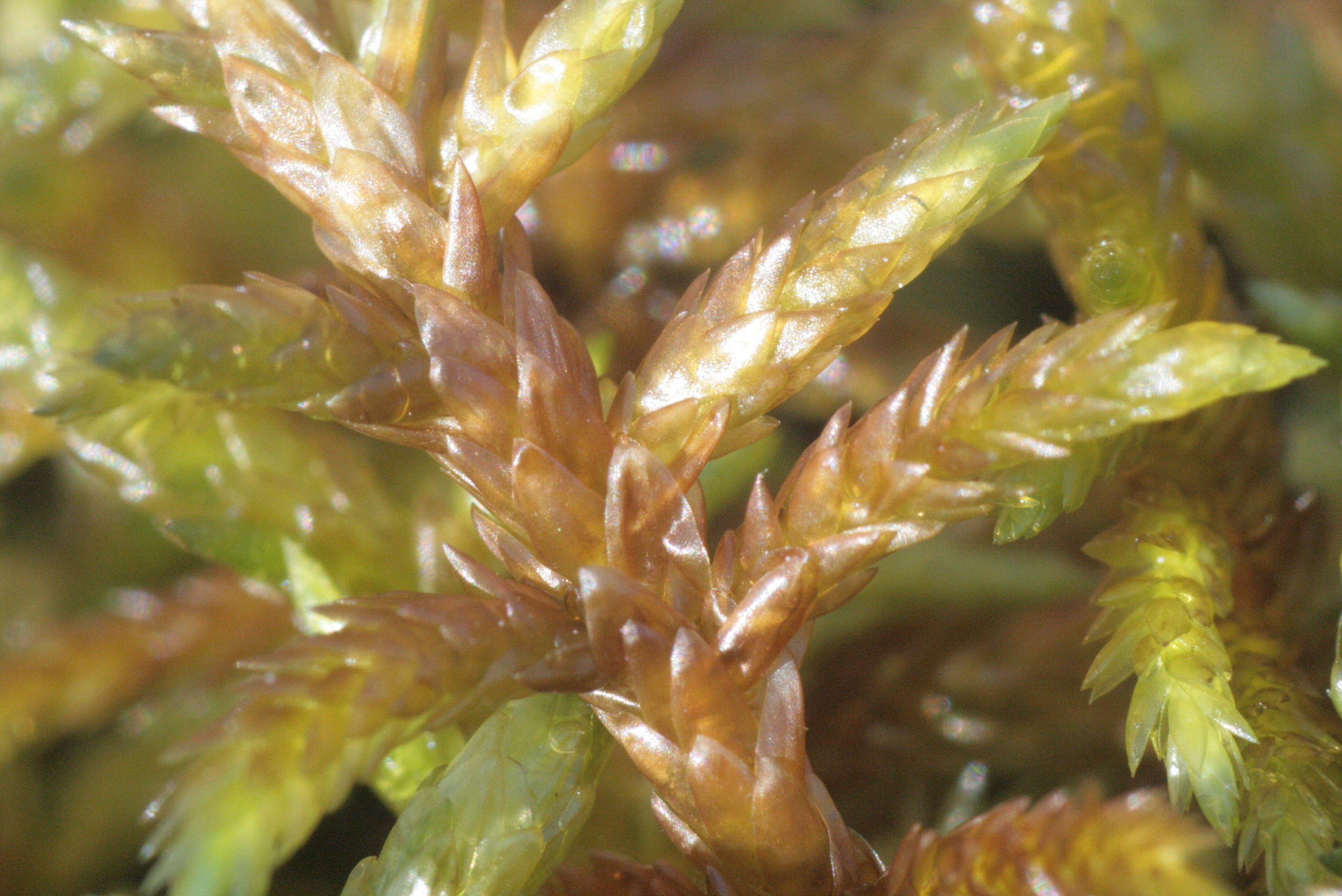
Nahansicht

Entodon concinnus ist ein pleurokarpes Laubmoos aus der Familie Entodontaceae.

## Merkmale
Entodon concinnus bildet lockere, gelbgrüne bis goldfarbene oder bräunliche, stark glänzende Rasen. Die Stämmchen werden 10 bis 15 Zentimeter lang, sie sind niederliegend und an der Spitze aufsteigend bis aufrecht, einfach oder wenig verzweigt und fast regelmäßig einfach gefiedert. Die Äste sind lang zugespitzt und fast stielrund beblättert. 
Blätter sind im feuchten Zustand aufrecht abstehend, trocken dachziegelartig anliegend. Sie sind eiförmig, stumpf, hohl und ganzrandig. Die Rippe ist sehr kurz und doppelt oder kann auch fehlen. Astblätter sind etwas schmäler als die Stämmchenblätter.
Blattzellen sind in der Blattmitte linealisch wurmförmig, an der Blattbasis kürzer, breiter, dickwandiger und stark getüpfelt. Blattflügelzellen sind quadratisch bis kurz rechteckig und 2- bis 3-schichtig.
Die Seta ist bis 15 Millimeter lang und purpurn, die Kapsel bis 3 mm lang und braun, der Deckel kegelig mit einem kleinen Spitzchen. Aus ganz Deutschland sind jedoch keine Sporenkapseln bekannt.

## Standortansprüche und Verbreitung
Entodon concinnus wächst an trockenen, sonnigen bis leicht schattigen Standorten auf kalkreicher oder zumindest basenreicher Erde oder übererdetem Gestein.
Vorkommen gibt es in Europa, Asien, Nord-, Mittel- und dem nordwestlichen Teil von Südamerika.